# 1,4-Pentadiin
1,4-Pentadiin ist eine chemische Verbindung aus der Gruppe der Alkine. Bei der Verbindung handelt es sich um das Stellungsisomer zu 1,3-Pentadiin.

## Darstellung
Bis Ende der 1960er-Jahre war keine erfolgreiche Synthese des scheinbar simpel darzustellenden Moleküls beschrieben. Obwohl längerkettige, komplexere 1,4-Diine zuvor bereits erfolgreich dargestellt wurden, schlugen versuchte Synthesen ausgehend von Mononatriumacetylid mit Propargylbromid oder von Acetylen-Grignard mit Propargylbromid und Kupfer(I)-chlorid fehl und es wurde meist 1,3-Pentadiin als Umlagerungsprodukt erhalten.
Die erfolgreiche Isolation in geringen Mengen gelang durch Reaktion des Propargylbromids mit dem zum entsprechenden Normant-Cuprat umgesetzten Acetylen-Grignard (Einsatz von Kupfer(I)-chlorid) in THF mit, gegenüber vorherigen Syntheseversuchen ergänzter, anschließender Flash-Destillation und GLC des Destillats.
Eine verbesserte Synthesemethode wurde 1979 durch Verkruijsse und Hasselaar veröffentlicht. Dabei wurde Kupferchlorid durch Kupfer(I)-bromid sowie Propargylbromid durch Propargyltosylat ersetzt. Bei niedrigeren Reaktionstemperaturen und weniger Nebenprodukten wurde das Alkin nach mehrschrittiger Extraktion erhalten. Hierdurch wurde nach den Publikationsautoren das Problem umgangen, dass das Lösungsmittel THF und die Zielverbindung sehr ähnliche Siedepunkte haben.

Darstellung von 1,4-Pentadiin nach Verkruijsse und Hasselaar

Die Verbindung kann außerdem durch Flash-Vakuum-Pyrolyse ausgehend von 3-Ethinylcycloprop-1-en bei 550 °C mit dem Nebenprodukt Penta-1,2-dien-4-in gewonnen werden, alternativ ist auch die photochemische Zersetzung von Cyclopentadienyliden unter UV-Strahlung möglich.

1,4-Pentadiin entsteht bei der Pyrolyse oder photochemischen Zersetzung von 3-Ethynylcycloprop-1-en

Auch entsteht die Verbindung bei der exothermen Reaktion des Ethynylradikals mit Allen. Diese Reaktion ist hauptsächlich für die Astrochemie von Interesse.

## Eigenschaften
Bei Raumtemperatur verfärbt sich die Substanz von einer farblosen in eine gelbliche Flüssigkeit, allerdings ist eine Lagerung verdünntler Lösungen bei 0 °C für mehrere Wochen möglich.
Während bei 1,4-Pentadien die sp2-Hybridisierung zu einem Bindungswinkel von 120° zwischen der Einfach- und der Doppelbindung führt, liegt in 1,4-Pentadiin ein 180°-Winkel wegen der sp-Hybridorbitale vor. Die beiden Dreifachbindungen in 1,4-Position destabilisieren sich nach einer weiteren Studien gegenseitig um 3,9 kcal · mol−1 gegenüber, als Grund wurde eine mögliche Abstoßung der p-Orbitallappen nahe dem sp3-hybridisierten Kohlenstoffatom postuliert. Nach einer QCSID(T)-Rechnung ist das Alkin gegenüber 1,3-Pentadiin um 25 kcal · mol−1 destabilisiert.
Obgleich mittels Mikrowellenspektroskopie keine neben dem Dipolmoment von 0,516 D keine starken Verzerrungen gegenüber dem idealen Tetraederwinkel beobachtet wurden, sind insgesamt drei verschiedene Ionisationsenergien für das π-System berichtet worden.

## Verwendung
1,4-Pentadiin ist ein häufig genutzter Ausgangsstoff in der Synthese von Heterobenzolen wie Stiba-, Arsa- und Phosphabenzol und deren substituierten Derivaten.

1,4-Pentadiin wird zur Darstellung von Heterobenzolen verwendet